# Deichsende
Deichsende (niederdeutsch Dieksenn) ist ein Ortsteil der Ortschaft Nordholz. Das eingemeindete Nordholz gehört seit 2015 zur Einheitsgemeinde Wurster Nordseeküste im niedersächsischen Landkreis Cuxhaven.

## Geografie
Deichsende liegt zwischen den Städten Bremerhaven und Cuxhaven im Land Wursten.

## Geschichte

### Eingemeindungen
Die ehemalige Gemeinde Deichsende schloss sich am 1. Juli 1967 zu der damals neu geschaffenen Gemeinde Nordholz zusammen.
Zum 1. Januar 2015 fusionierte die Gemeinde Nordholz mit der Samtgemeinde Land Wursten zur Einheitsgemeinde Wurster Nordseeküste.

### Einwohnerentwicklung
| Jahr      | 1910  | 1925  | 1933  | 1939  | 1950  | 1956  |
| --------- | ----- | ----- | ----- | ----- | ----- | ----- |
| Einwohner | 342   | 547   | 541   | 645   | 935   | 905   |
| Quelle    | [ 4 ] | [ 5 ] | [ 5 ] | [ 5 ] | [ 1 ] | [ 1 ] |

|  |

## Politik

### Ortsrat und Ortsbürgermeister
Auf kommunaler Ebene wird Deichsende vom Ortsrat aus Nordholz vertreten.

### Wappen
Der Entwurf des Kommunalwappens von Deichsende stammt von dem Heraldiker und Wappenmaler Gustav Völker, der im Landkreis Cuxhaven an die 25 Wappen entworfen hat.
| Wappen von Deichsende | Blasonierung: „Geteilt, oben in Blau ein wachsender, rot bewehrter, goldener Adler, unten schräglinks geteilt von Silber über Grün, darin je ein Kleeblatt in vertauschten Farben.“                                                                              |
| Wappen von Deichsende | Wappenbegründung: Der goldene Adler, ein altes Gerichtssymbol, erinnert daran, dass Deichsende jahrhundertelang Gerichtsort war. Die schräglinks geteilte untere Schildhälfte deutet auf den Deich. Die Kleeblätter sind Sinnbilder der Kultivierung des Landes. |

## Persönlichkeiten
Söhne und Töchter des Ortes
- Ronald Hübner (* 1955), Psychologe, Hochschulprofessor und Autor
- Norbert König (* 1958), ZDF-Sportmoderator

## Sagen und Legenden
- Vom Adlerwappen der Wurster[7]